# Кулендекен
Кулендекен (рос. Кулендекен) — колійний пост Могочинського регіону Забайкальської залізниці Росії, розміщений на дільниці Куенга — Бамівська між станціями Урюм (відстань — 9 км) і Нанагри (9 км). Відстань до ст. Куенга — 202 км, до ст. Бамівська — 547 км; до транзитного пункту Каримська — 434 км.